# 朱翊錧
德定王朱翊錧（？—1588年），是恭王朱載墱嫡長子，明朝第四代德王。朱翊錧於萬曆五年（1577年）襲封德王。他在位十一年，萬曆十六年（1588年）過世，諡號定，三年後其嫡長子朱常𰝙嗣位。

## 家庭

### 子
- 嫡長子：德端王朱常𰝙
- 嫡第二子：安陵康僖王朱常𰍠
- 嫡第三子：紀城溫裕王朱常澍
- 嫡第四子：嘉祥端莊王朱常泩
- 嫡第五子：清平昭裕王朱常[1]